# سید رضا زنجانی

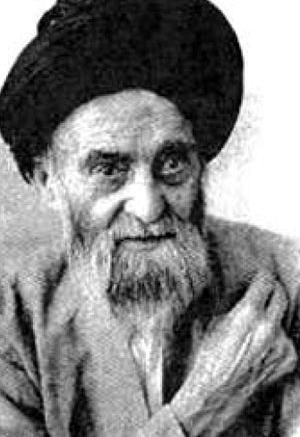
سید رضا موسوی زنجانی، رهبر نهضت مقاومت ملی

سیدرضا موسوی زنجانی (زاده ۱۲۸۱ – درگذشته ۱۵ دی ۱۳۶۲) فقیه و سیاست‌مدار ملی‌گرای ایرانی بود.

## معرفی
وی از منتقدان حکومت پهلوی و جمهوری اسلامی و از طرفداران محمد مصدق بود.
او فرزند سید محمد موسوی زنجانی و برادر سید ابوالفضل موسوی زنجانی بود. سید رضا زنجانی به همراه برادرش از روحانیون عضو اتحادیه مسلمین بودند که در تهران در جریان ملی شدن صنعت نفت جانب محمد مصدق را گرفتند.

## فعالیت سیاسی
او پس از کودتای ۲۸ مرداد با همراهی محمد نخشب، حسین شاه حسینی، ابراهیم کریم آبادی نهضت مقاومت ملی را تأسیس کرد و رهبری آن را برعهده داشت و بخش مهمی از منابع مالی آن را تأمین می‌کرد و مدتی نیز به زندان افتاد. نماز میت محمد مصدق توسط او خوانده شد. وی پس از انقلاب ۱۳۵۷ منتقد نظریه ولایت فقیه خمینی و مخالف حضور روحانیون در حکومت بود و در دوران ریاست‌جمهوری ابوالحسن بنی‌صدر از وی پشتیبانی کرد.

## وفات
زنجانی از شاگردان و نزدیکان عبدالکریم حائری یزدی مؤسس حوزه علمیه قم و مسئول امور مالی دفتر وی و از دوستان نزدیک دو پسرش مهدی و مرتضی بود و با وساطت مرتضی حائری یزدی جنازه او با وجود مخالفتش با حکومت در آرامگاه فاطمه معصومه دفن شد.